# Mięsko podjęzykowe

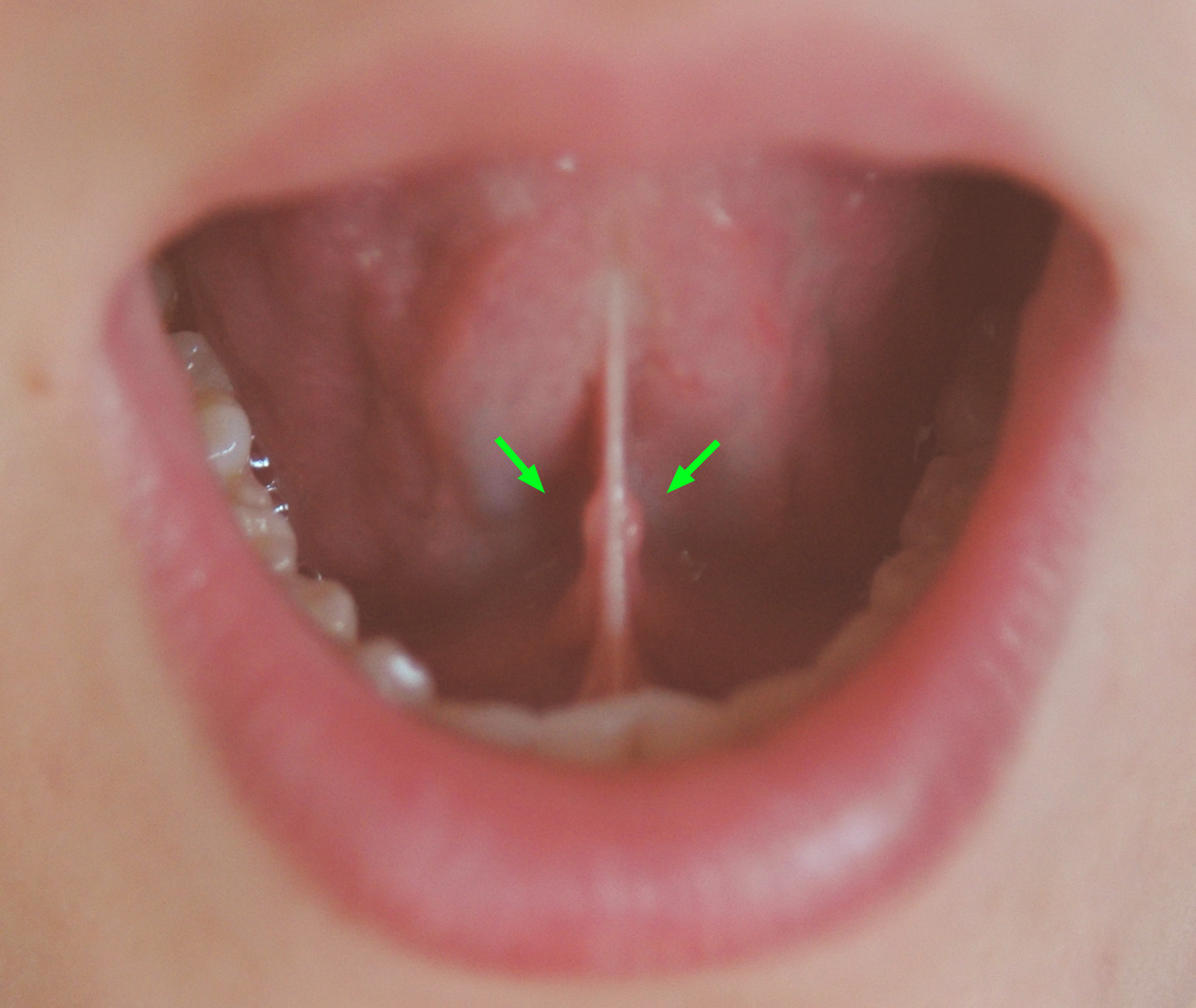
Mięsko podjęzykowe

Mięsko podjęzykowe (łac. caruncula sublingualis) – brodawkowata struktura anatomiczna znajdująca się w jamie ustnej.
Mięsko podjęzykowe przyjmuje formę niewielkiej brodawki. Ulokowane jest wśród błony śluzowej dolnej części jamy ustnej, pod językiem. Znajduje się bardzo blisko wędzidełka języka, nie leży jednak pośrodkowo, a nieco w bok od płaszczyzny pośrodkowej ciała.
Mięsko podjęzykowe stanowi ujście niektórych przewodów wyprowadzających niektórych gruczołów ślinowych (przez które ślina dostaje się z nich do jamy ustnej). Znajduje się tutaj ujście przewodu ślinianki żuchwowej i ślinianki podjęzykowej większej (jednoprzewodowej, w odróżnieniu od wieloprzewodowej ślinianki podjęzykowej mniejszej o licznych przewodach uchodzących w okolicy podjęzykowej).
W okolicy mięska podjęzykowego mogą być także obecne niewielkie gruczoły zwane okołobrodawkowymi. Obserwuje się je u konia czy też u kozy.